# Berlin Heights

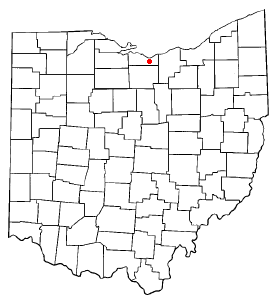
Berlin Heights na planie stanu Ohio

Berlin Heights – wieś w USA, w stanie Ohio, w hrabstwie Erie. Obecnie (2014) burmistrzem wsi jest Carl J. Kamm III.
Liczba mieszkańców w 2010 roku wynosiła 714, a w roku 2012 wynosiła 705.